# 埃朗峰
埃朗峰（法語：Dent d'Hérens；4,174米）是彭尼内山的一座山峰，坐落于意大利和瑞士，位于马特洪峰西边几公里处。
奥斯塔小屋（2,781米）位于最简路线中。